# Typostola barbata
Espèce
Synonymes
- Isopeda barbata L. Koch, 1875
- Typostola broomi Hogg, 1903
- Typostola magnifica Hogg, 1903
- Typostola major Hogg, 1903

Typostola barbata ou "green-bellied huntsman" (araignée chasseuse à ventre vert) est une espèce d'araignées aranéomorphes de la famille des Sparassidae.

## Distribution
Cette espèce est endémique des états de Victoria et du Queensland en Australie.

## Description
C'est l'une des plus grandes espèces d'araignée araneomorphae en Australie, son envergure peut facilement atteindre les 16 à 20 cm. Elle est identifiable grâce au fond jaune-orangé entourant la zone oculaire et possède souvent de deux à trois paires de points noirs sur l'abdomen. Ce dernier varie souvent de nuances de vert et de gris.
La carapace du mâle décrit par Hirst en, 1999 mesure 9,7 mm de long sur 8,8 mm et l'abdomen 10,9 mm de long sur 8,0 mm et la carapace de la femelle mesure 15,8 mm de long sur 14,5 mm et l'abdomen 17,8 mm de long sur 12,5 mm.
Elles se nourrissent d'un large éventail d'autres invertébrés, notamment des papillons, des grillons, des cafards et d'autres araignées. Les plus gros spécimens se nourrissent également de petits vertébrés, comme des grenouilles et des geckos.
Cette espèce est considérée comme l'une des plus grandes Sparassidae à travers le globe, avec Holconia immanis et Beregama aurea, derrière Heteropoda maxima.

## Publication originale
- L. Koch, 1875 : Die Arachniden Australiens. Nürnberg, vol. 1, p. 577-740 (texte intégral).